# Хозяин (фильм, 1970)
«Хозяин» — художественный фильм, снятый Михаилом Ершовым в 1970 году. Премьера фильма состоялось в сентябре 1971 года.

## Сюжет
Матрос Иван Иванов мечтает о работе на легендарном Путиловском заводе. После окончания Гражданской войны он приезжает в Петроград строить новую жизнь…

## В ролях
- Михаил Кокшенов — Иван Иванов
- Марианна Вертинская — Тоня
- Евгений Гвоздёв — Сергей Миронович Киров
- Татьяна Бедова — Алёна Ефремовна
- Алексей Смирнов — Варлаам

и др.

## Съёмочная группа
- Художник: Михаил Иванов
- Режиссёр: Михаил Ершов
- Оператор: Анатолий Назаров
- Композитор: Владлен Чистяков
- Сценарий: Василий Аксенов, Акиба Гольбурт[1]

## Технические данные
Чёрно-белый фильм.